# Jens Munk
Jens Munk (Arendal, 3 giugno o luglio 1579 – Copenaghen, 28 giugno 1628) è stato un navigatore ed esploratore danese nato in Norvegia dove il padre, Erik Munk, aveva ottenuto numerosi feudi per i suoi successi nella guerra del nord dei sette anni.
Tornò in Danimarca all'età di otto anni. Entrò al servizio di re Cristiano IV e divenne famoso per i suoi tentativi di trovare il passaggio a nord-ovest per raggiungere l'India.

## Biografia
Jens Munks nacque nella proprietà del padre Barbu ad Arendal nella contea di Agder. Il padre aveva una pessima reputazione per il brutale controllo che esercitava sul territorio e che gli valse numerosi processi, tanto che nel 1585 fu deposto ed imprigionato nel castello di Dragsholm. All'età di otto anni Jens Munk si recò ad Aalborg in Danimarca con la madre che divenne domestica nella casa della sorella, la quale aveva sposato il sindaco della città.
Nel 1591, all'età di 12 anni, Munk si trasferì a Porto in Portogallo dove lavorò per il magnate della navigazione Duart Duez. L'anno dopo salpò con un convoglio olandese diretto a Bahia in Brasile. Al largo della costa brasiliana il convoglio fu attaccato dai pirati francesi. Munk fu tra i sopravvissuti. Visse a Bahia (l'attuale Salvador) per sei anni, al servizio del fratello di Duart Duez, Miguel. In circostanze drammatiche Munk fece ritorno in Europa ed a Copenaghen nel 1599, dove il magnate danese e Lord cancelliere Henrik Ramel lo assunse per le sue navi.
Nel 1609 salpò con il suo socio Jens Hvid per il mare di Barents ghiacciato. Dopo due fallimentari tentativi di trovare il passaggio a nord-est nel 1609 e nel 1610, attirò l'attenzione di re Cristiano IV. Nella guerra dano-svedese del 1611–1613, la cosiddetta guerra di Kalmar, Jens Munk guidò con il nobile Jørgen Daa un vincente assalto alla fortezza svedese di Älvsborg (1612), nei pressi dell'attuale Göteborg. Nel 1614 partì alla ricerca di Jan Mendoses, che combatté a Kanin Nos vicino all'ingresso del mar Bianco. Nella primavera del 1617 assoldò diciotto balenieri baschi per la prima spedizione danese di caccia alle balene a Spitsbergen.
Nel 1618 re Cristiano IV lo nominò comandante della prima spedizione danese nelle Indie Orientali con cinque navi e almeno 1000 uomini, ma ad un mese dalla partenza, a novembre, Munk fu sostituito dal più giovane nobile Ove Gjedde. Il motivo della sostituzione non è chiaro, ma fu probabilmente generato da una lite tra Munk ed il Lord cancelliere, Christian Friis. La battuta d'arresto di Munk fu aggravata dalla morte del fratello Niels e dell'amico Jørgen Daa. Pochi mesi prima Munk aveva perso molti soldi in una fallimentare caccia alla balena, costandogli anche una bella fetta di prestigio sociale. Nel tentativo di riconquistare la posizione sociale iniziò a pianificare una spedizione molto più spettacolare per il 1619, alla ricerca del passaggio a nord-ovest.
Il 9 maggio 1619, con la protezione di Cristiano IV, Munk partì con 65 uomini e due navi di Sua Maestà, la piccola fregata Enhiörningen (Unicorn) e lo sloop Lamprenen  (Lamprey), attrezzati sotto la sua supervisione. L'obiettivo era la scoperta del passaggio a nord-ovest per raggiungere Indie Orientali e Cina. Il suo equipaggio comprendeva Rasmus Jensen, sacerdote della Chiesa di Danimarca oggi considerato il primo chierico luterano in Canada. Munk entrò nello stretto di Davis fino a raggiungere il 69º meridiano, scoprendo la baia di Frobisher, e passando almeno un mese nel tentativo di attraversare lo stretto di Hudson. A settembre 1619 trovò l'ingresso della baia di Hudson e passò l'inverno vicino alla foce del Churchill. Freddo, fame e scorbuto devastarono il suo equipaggio tanto che solo in due oltre a lui sopravvissero. Con questi uomini salpò verso casa con il Lamprey il 16 luglio 1620, raggiungendo Bergen, Norvegia, il 20 settembre 1620.
In seguito un gruppo di indiani si recò alla costa. Trovarono numerosi corpi non sepolti di strane sembianze e le riserve abbandonate da Munk. Non conoscendo la polvere da sparo gli diedero fuoco, provocando così la morte di molti di loro.
Munk aveva organizzato una nuova spedizione a nordovest per prendere possesso di Nova Dania (Nuova Danimarca) per conto della corona danese, ma la sua salute gli impedì di partire. Negli anni seguenti Munk fu capitano della flotta reale. Durante la guerra dei trent'anni Munk comandò un embargo sul fiume Weser nel 1626 e nel 1627. Munk prese parte agli attacchi delle truppe di Wallenstein a Fehmarn ed al fiordo di Kiel a marzo ed aprile 1628. Munk morì il 26 giugno dello stesso anno probabilmente a causa di una ferita subita nelle battaglie del fiordo di Kiel un paio di mesi prima. Secondo lo scienziato francese Isaac La Peyrère, dipendente dell'ambasciata francese a Copenaghen, Munk morì a causa di una lite con re Cristiano IV, venendo ucciso dal re stesso.
Munk fu sepolto nella chiesa di San Nicola a Copenaghen.

## Libri
Un racconto del viaggio di Munk alla baia di Hudson del 1619-1620 fu pubblicato a Copenaghen nel 1624 col titolo di Navigatio Septentrionalis, con nuove edizioni di Peter Lauridsen (Copenaghen, 1883) Efterretning af Navigationen og Reisen til det Nye Danmark af Styrmand Jens Munk e di C. C. A. Gosch, Danish Arctic Expeditions 1605 to 1620, volume ii, Hakluyt Society, No. xcvii (Londra, 1897).
Più recentemente è stato scritto su di lui da Thorkild Hansen un libro popolare intitolato The Way to Hudson Bay: The Life and Times of Jens Munk (1969). Hansen ha recuperato i pochi resti della Unicorn nel letto del fiume nel 1964.

## Retaggio
L'isola canadese di Jens Munk, situata al largo dell'isola di Baffin, è dedicata a lui, così come il porto Munk alla foce del Churchill nella baia di Hudson. La rosa Jens Munk , creata dalla Agriculture and Agri-Food Canada, prende da lui il nome.